# فرودگاه زمیو
فرودگاه زمیو  (به انگلیسی: Zemio Airport)  یک فرودگاه همگانی  با کد یاتا IMO است . این فرودگاه در  کشور جمهوری آفریقای مرکزی قرار دارد و در ارتفاع ۶۰۸ متری از سطح دریا واقع شده است.